# Erfjorden
Erfjorden er en fjordarm af Boknafjorden i Suldal og Hjelmeland kommuner i Rogaland fylke i Norge. Den er en fortsættelse af Jelsafjorden i vest og strækker sig 12 kilometer ind til Erfjord. Fra Erfjord fortsætter fjorden 4 kilometer videre mod nord som Tyssefjorden, så den totale længde bliver 16 kilometer. 
Fjorden har indløb mellem Lygnes i Hjelmeland på sydsiden og Landsnes i Suldal på nordsiden. Nord for indløbet ligger Økstrafjorden, mens Ombofjorden ligger i sydvest. Fire kilometer inde i fjorden går Bogsfjorden mod nord til vestsiden af Erfjord. Et par kilometer længere mod øst deler Erfjorden sig i flere dele. Mod nord fortsætter fjorden videre som Erfjorden og i øst stikker Kilaneset ud i fjorden. På nordsiden af næsset ligger Kilavågen, mens Midtvågen ligger på sydsiden. Eidavågen er en bugt som går mod syd. Fra bunden af Eidavågen er der en kun 750 meter bred landtange over til nordsiden af Jøsenfjorden.
Den nordgående del af Erfjorden går ind til bygden Erfjord, som nu ligger på vestsiden af fjorden.  Erfjord ligger på en smal tange, som kun er 250 meter bred, hvor den er smallest. Vest for Erfjord ligger enden af Bogsfjorden. På østsiden af Erfjorden ligger landsbyen Hålandsosen. Nord for Hålandsosen ligger Hålandssundet, hvor Riksveg 13 krydser fjorden på Erfjord bro. Sundet markerer også indløbet til Tyssefjorden som ender ved bebyggelsen Tysse. Tyssefjorden er smal med bratte fjordsider på begge sider. På østsiden stiger fjeldet næsten 600 meter ret op til Sørhusheia, der er 595 moh.